# パドヴァのマルシリウス

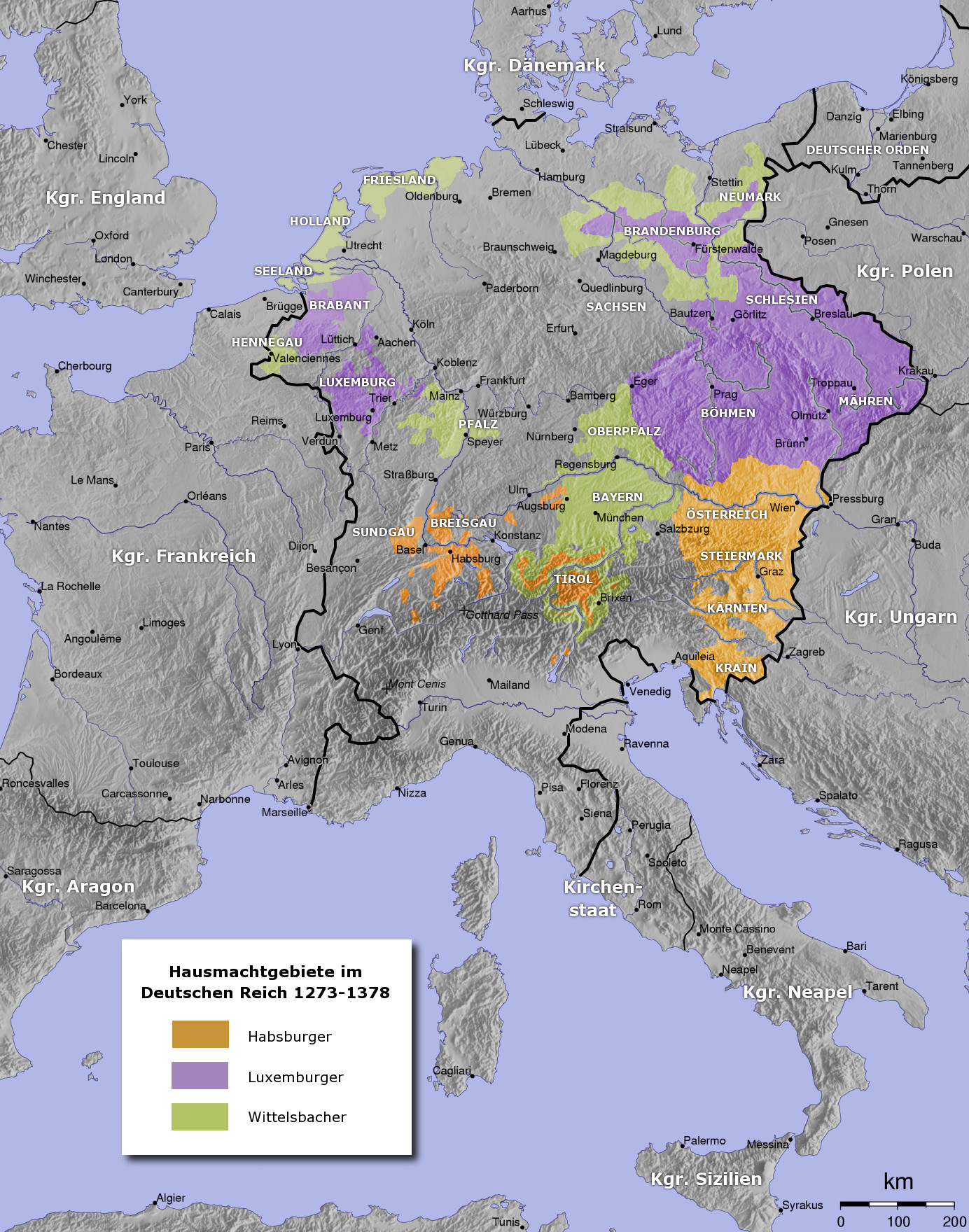
マルシリウスが生きた時代、14世紀の神聖ローマ帝国
この時代は代表的な家門の間で皇帝権の争奪がおこなわれていた。図中紫がルクセンブルク家の家領。図中オレンジがハプスブルク家の家領。図中緑はヴィッテルスバッハ家の所領

パドヴァのマルシリウス（伊：Marsilio da Padova、羅：Marsilius Patavinus、英：Marsilius of Padua、1275年あるいは1280年、1290年 - 1342年あるいは1343年）は、中世イタリアの哲学者、神学者。主著『平和の擁護者』は、人民主権理論の先駆であると考えられている。

## 生涯

### 前半生
マイナルディーニ家の出身で、一族は裁判官や公証人を輩出している家系。ボンマッティオ（Bonmatteo）を父としてパドヴァに生まれた。パドヴァ大学で医学を修め、1311年ごろにはイタリアで医者として活動をした。1312年ごろにパリに遷ってパリ大学で哲学や医学を学び、自然科学での名声に基づいて、1312年12月から1313年3月の間学長となった。1316年にはパドヴァに戻っており、医業に復帰した。その後放浪し、パリで医業に携わる傍ら、1324年には『平和の擁護者』（“Defensor pacis”）を著した。
ところで1322年から単独のローマ王となっていたバイエルン大公ルートヴィヒ4世と教皇ヨハネス22世の間で1323年から論争が始まっていた。前者がイタリアに皇帝代理を派遣して皇帝戴冠を目指したのに対し、後者が異議を唱え、1324年にはルートヴィヒ4世の破門とドイツ全土の聖務停止を宣言した。マルシリウスと彼の古い友人であるジャンダンのヨハネスはこの論争において、両者共にヨハネス22世に恩義があったにもかかわらず、アヴェロエス主義的な立場からルートヴィヒ4世を支持し、その庇護を求めた。

### 後半生

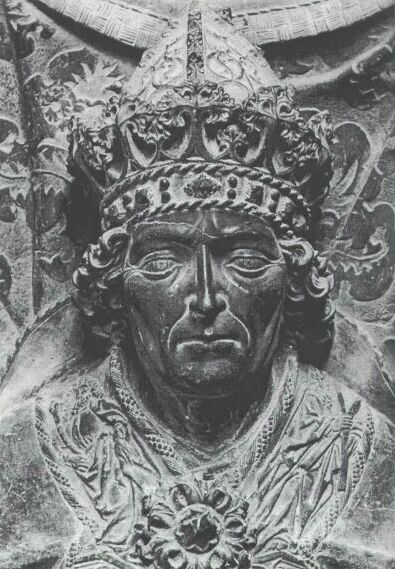
ルートヴィヒ4世

1326年に2人がルートヴィヒ4世の宮廷に到着した際、『平和の擁護者』を献上すると、当初ルートヴィヒ4世はその政治理論の大胆さに驚き、異端ではないかと考えた。しかしすぐにルートヴィヒ4世は考えを改め、2人を宮廷に招き入れ、好意を寄せるようになった。マルシリウスはルートヴィヒ4世の側についたために、ヨハネス22世により1327年4月3日に破門された。マルシリウスは帝国の方針を擁護する重要な論者となり、ルートヴィヒ4世のイタリア遠征に随行した。イタリアではミラノでローマ教皇を書面で攻撃し、ローマではローマ皇帝は教皇ではなく、人民によって選ばれるとする『平和の擁護者』での主張に基づいて、人民の集会を組織し、彼らによりルートヴィヒ4世は皇帝として宣言された（1328年1月17日）。4月18日にはルートヴィヒ4世によりヨハネス22世の追放が宣言され、フランチェスコ会士コルバーラのピエトロをニコラウス5世として使徒の座へ擁立した。
この革命劇においてマルシリウスが重要な役割を果たしたことは明らかである。マルシリウスはルートヴィヒ4世によってローマの教皇代理に任命されると、ヨハネス22世を支持する聖職者たちを迫害した。そしてジャンダンのヨハネスがフェラーラの司教区を得たと同時期に、マルシリウスはおそらくミラノ大司教に任命された。
また『帝権委譲論』（“De translatione Imperii Romani”）において、神聖ローマ皇帝の独占的な支配権を正当化し、特にチロル伯女マルガレーテ・マウルタッシュとボヘミア王ヨハンの次男・モラヴィア辺境伯ヨハン・ハインリヒを離婚させるルートヴィヒ4世の介入を擁護した（後にルートヴィヒ4世は長男のブランデンブルク辺境伯ルートヴィヒ2世とマルガレーテを結婚させた）。
マルシリウスの晩年については記録に乏しく、はっきりしたことはわからないが、1343年4月10日に教皇クレメンス6世がマルシリウスを死者として扱っていることから、それ以前に死去したと推察される。

## 思想
マルシリウスの理論は教会と世俗の一体的な社会を想定しているという意味で中世的であるが、人民主権理論、絶対主義的な国民国家理論の先駆として高く評価されている。とくに研究としては中世思想の代表ともいうべきトマス主義との鋭い対立を想定する傾向にある。

### アヴェロエス主義

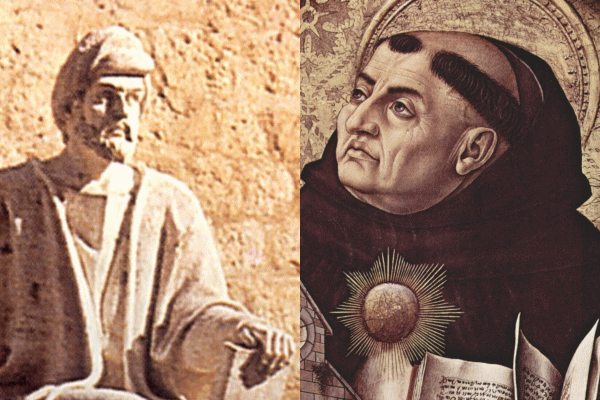
アヴェロエス（左）とトマス・アクィナス（右）

中世におけるアリストテレス受容において、トマス主義とアヴェロエス主義という2つの立場が存在した。13世紀以降アリストテレスの注釈者としてアヴェロエス、すなわちイブン＝ルシュドが大きな影響力を振るったのであるが、とくにキリスト教の信仰に対立するようなアヴェロエスの解釈について、神学者の間で危機意識が生じていた。当時アヴェロエスの解釈を全面的に受け入れて、信仰と理性の分離を唱えた人々をアヴェロエス主義者という。一方でトマス・アクィナスはアヴェロエス主義をアリストテレスの歪曲的な理解であるとして斥け、信仰は理性を超えている上に理性の根拠であるとし、「哲学は神学の婢」と呼んだ。
マルシリウスは彼の友人ジャンダンのヨハネスとともに明らかにアヴェロエス主義の思想的系譜に属しており、理性と信仰の分離を唱えている。彼によれば経験によって到達しうる確実性と単純に信じ込むことの間には関連性が認められないという。したがって信仰を哲学などの知的理解にとって必要不可欠とするトマス主義的な考えには否定的であった。信仰が理性を超えているからこそ、両者は分離されるべきと唱えたのである。
政治思想においても、トマス・アクィナスが神の摂理に基づく自然法を重視し、あらゆる実定法は自然法に基づくべきと論じるのに対し、マルシリウスはあらゆる法はそれが実定法秩序の中で認められている限りにおいて法であるのだとし、法実証主義的な見解を論じた。

### 政治思想
『平和の擁護者』で展開されるマルシリウスの政治思想はアリストテレス的であり、社会の自律性を論じた。彼は国家が完全な共同体であり、したがってキリスト教や教皇が政治に介入することはこのような共同体にとって不和と争いの元になるだけで害悪であるという。したがって国家内での一元的支配の実現こそが彼の理想であり、そういう権力を支える手段が法である。ここからマルシリウスが絶対主義的な国家主権理論を唱えているとする解釈が成り立つ。

### 皇帝権の擁護
神聖ローマ皇帝ルートヴィヒ4世が皇帝代理をイタリアに派遣し皇帝戴冠を目指すと、アヴィニョンのヨハネス22世教皇は教皇への服従を求めたが、ルートヴィヒ4世が応じないので破門した。また教皇は清貧論争で教皇と対立し、数名を異端として処刑されたフランシスコ会聖霊派はルートヴィヒ4世のもとへ逃亡した。
マルシリウスは『平和の擁護者』（1324年）などで教皇首位権および世俗社会に対する教会の介入を批判し、皇帝ルートヴィヒ4世と教皇ヨハネス22世の間の論争において皇帝を擁護する論陣を張り、『帝権委譲論』（“De translatione Imperii Romani”）で皇帝の権力を正当化し、絶対主義的な国家理論を唱えた。

### 法思想
また法の権威と根拠は人民の制定に求められること、すなわち人民による立法を唱えている。したがって法によって強制力を行使する支配者は人民に対して責任を負っている。彼は、強制力を持つ実定法こそが真の法とした。これにたいして自然法や神法などは実定法秩序によって強制力を付加されない限り、厳密な意味で法ではない。ただし『平和の擁護者小論』（“Defensor minor”）では、実定法が自然法や神法に違反する場合は、後者が優先されると述べている。
実定法には、次のような性格が明瞭である。
1. 法の対象は外的な行為に対してであって、信仰などの内面に関わらない
2. 神の法は窮極的な原因であるが、世俗の法には直接的に関わらない
3. 国家における正義および利益の実現を目的とする
4. 支配者の安全、統治の継続に資する

### 公会議主義
信仰に関しては内面の問題であるとマルシリウスは論じ、信仰の組織である教会はキリスト教信徒全体の共同体であり、教皇権はキリスト教自体に根拠を持たない便宜上歴史的に設定された人為的な制度にすぎないとし、本来すべての聖職者は平等であるべきで、公会議により教会法が立法されるべきであるとし、公会議主義の有力な根拠となった。